# Солнцев, Александр Александрович
Александр Александрович Солнцев (1880 — 25 ноября 1914) — герой Великой войны, капитан Эриванского полка.

## Биография
Православный христианин, 08.04.1880 г. рождения, из крестьян Курской губернии. Общее образование домашнее. Нижний чин 13-го л-грен. Эриванского Его Величества полка с 08.10.1898. Окончил Тифлисское пехотное юнкерское училище  по 1-му разряду. Выпущен из подпрапорщиков в подпоручики со старшинством с 01.09.1901 (ВП 09.02.1902). На 1909 г. поручик , 1910 г. — штабс-капитан. Участник торжеств по случаю трёхсотлетия дома Романовых в Костроме. На основании телеграммы начальника военных сообщений от 29 Октября 1913 года за №2952 командирован на ст. Джульфа на должность помощника этапного коменданта. Накануне Великой войны находился на Кавказе в Тифлисской губернии (Грузия.) урочище Манглиси, Эриванский 13-й гренадерский полк. 18 августа 1914 года выступил в составе своего полка в военный поход из ур. Манглис в качестве зам. к-ра. Его Величества роты. 21 сентября 1914 г. был назначен командиром 15 роты. Участвовал в боях в Восточной Пруссии. 25.11.14г. погиб под г. Сохачевым в заключительной фазе  Лодзинской операции , при следующих обстоятельствах:

«21 ноября под Иловом IX германская армия прорвала фронт нашей 1-й армии, но успеха своего Макензен развить не смог. Его удар пришелся по лучшему из наших корпусов — II Кавказскому генерала Мищенко. Второго Кутненского сражения IX германская армия не имела: Макензен наскочил на желтых дьяволов (цвет погон и характерного загара солдат и офицеров)….»— [militera.lib.ru/h/kersnovsky1/15.html Керсновский А.А. «Первая зимняя кампания»].

«25 ноября германцы атаковали позиции 204-го полка и 1-го батальона Эриванцев, рота Его Величества открыла ружейный огонь по наступающему противнику, однако, несмотря на большие потери немцы проникли в стык между гренадерами и Ардыганцами после чего они стали теснить последних. В контратаку был послан 4-й батальон кн. Геловани 15-я рота капитана Сонцева и 14-я подпоручика Зуева, гренадеры несмотря на убийственный арт и пулеметный огонь вышли к позициям 7-й роты своего полка и обнаружили, что она понесла большие потери, а её командир подпоручик Кандауров контужен. Освободив окопы от немцев они находились в них до 2.00, а затем были заменены Ардыганцами. В этот день полк потерял одного из своих лучших офицеров капитана Солнцева». — Михаил Гололобов. Сайт «Адъютант»
За этот бой командир 4 батальона кн. Константин Леванович Геловани был представлен к Ордену Святого Георгия Победоносца 4-й ст. со следующей реляцией:
«Орден Св. Великомученика и победоносца Георгия 4-й степени. Подполковнику князю Константину Геловани, за то, что в бою 25 ноября 1914 года у д.д. Баргово и Пржече под убийственным ружейным, и орудийным и пулеметным огнём, атаковал прорвавшего наше расположение противника, опрокинул его и, заняв своими ротами прорыв, отразил все атаки противника и удержал окопы в своих руках». — «Русский Инвалид» № 154 от 14 июля 1915 г.
|                                        |  |  |
| Памятник Александру Солнцеву г. Анапа. |  |  |

Свидетельство Капитана Козьмина А.В. Кавказская гренадерская артиллерийская бригада.
- 22 ноября ночью в районе селения Сохачева-Сковорода мы сменили 3-ю Сибирскую стрелковую дивизию. Линия позиций была условная: окопов или не было, или они были разрушены. Наскоро были вырыты новые. Проволочных заграждений поставить не удалось, так как сейчас же начались бои. Немцы, получив подкрепления и подвезя новые тысячи снарядов, вновь начали атаки. У нас же наступил трагический момент... Было получено секретное предписание — расходовать не более четырех снарядов в день на орудие! Мы поняли, что артиллерия фактически вышла из строя. Трудно описать наше душевнее состояние, — никто, конечно, словом не выразил своего негодования, но в душе появилось первое сомнение в успехе войны.
- Атаки продолжались до 29 ноября, и отбивались штыками и ружейным огнём. Полки таяли на глазах, многие участки фронта были уже прорваны и окружены с трех сторон. Гибель пехоты, оставшейся без поддержки своей артиллерии, была неизбежной. 29 ноября атаки шли за атаками. Уже темнело. Мы стояли на позиции за небольшим лесом. Впереди был адский грохот пулеметов и ружейной стрельбы. Немецкая артиллерия била по лесу впереди нас и посылала очереди снарядов по всем тылам. Через батарею все время шли и ползли раненые. По их словам все было уже кончено и немцы ворвались в окопы. Проверить это было невозможно, так как все телефонные провода были с нашим пунктом порваны, а посланные вперед люди для их исправления не возвращались. А.В.Козьмин. На защиту Варшавы

Командир 14 роты Подпоручик Зуев так рассказывает об этом эпизоде: 
- «25 ноября, часов около 11, меня и Кап. Солнцева, командира 15 роты, вызвал к себе кн. Геловани. Взволнованным голосом он нам объявил, что 14 и 15 ротам приказано восстановить положение на левом фланге Ардагано-Михайловского полка, где противник прорвал позицию, заняв наши окопы. В момент получения приказания IV б-н стоял в дер. Баргове, куда пришел накануне утром из дер. Венец. (Под г. Сохачевым.) Приказано было наступать вдоль дороги, ведущей из д. Баргове в д. Вшеливы. Получив приказание, я сейчас же повел роту, сначала по канаве, идущей вдоль дороги, прикрываясь домами, а затем рассыпал в цепь, так как противник нас заметил, и справа, и слева от дороги начали ложиться снаряды. Спустя 10-15 минут 14 и 15 роты находились буквально в аду... Снаряды разных калибров рвались и между нашими цепями и над нами... Кряканье бризантных снарядов особенно производило сильное моральное впечатление на гренадер; они моментально ложились, и их было трудно поднять. От ужасного артиллерийского огня, они, на мои вразумительные пинки и удары палкой по мягкому месту, смотрели на меня как сумасшедшие, но, все же, поднимались и бежали вперед. Многие из них, поднявшись, сейчас же падали мертвыми. Зная, как трудно заставить себя отделиться от земли, если ляжешь, я все время бегал с одного фланга на другой и, в буквальном смысле слова, подгонял своих гренадер. То же самое вправо от меня делал Капитан Солнцев. Наступая, таким образом, мы прошли одиночные окопы нашей 7 роты, стоявшей в резерве II б-на; всюду попадались убитые гренадеры, а в наскоро вырытых ямках ютились гренадеры, прижавши голову к земле. Оказалось, что К-р 7 роты Подпоручик Кандауров контужен и рота осталась без управления. Влив в свою цепь остатки 7 роты, я продолжал наступление в указанном мне направлении.
- Выйдя из сферы артиллерийского огня, гренадеры стали веселее наступать. Свист пуль на них не действовал так, как разрывы снарядов, но ружейный огонь, а затем и пулеметный, стал вырывать из рядов гораздо больше людей, чем артиллерийский огонь. Заметив впереди, шагах в 150-ти, несколько разрушенных домов с кирпичным фундаментом, я стал сосредоточивать там свою роту. Противник засыпал нас пулеметным огнём... Когда вся рота собралась, я крикнул: «вперед за мной!» и выбежал из развалин. Вся рота последовала за мной. Под ногами от пулеметного огня земля кипела... Пробежав шагов сто, я заметил, что огонь противника стал слабеть, а вскоре затем увидел выбегающих из окопов немцев. Когда мы ворвались в окоп, то в нем оказались только убитые Ардаганцы и немцы. Заняв окопы, я сейчас же связался с нашим I б-ном, а Кап. Солнцев — вправо с остатками Ардаганцев. На наше донесение, что нами заняты окопы и положение восстановлено, нам было приказано держаться до прибытия смены.
- Ночью, около 2-х часов, нас сменили Ардаганцы, и мы вернулись к Штабу полка в д. Венец. Перед самой сменой ко мне подошел Кап. Солнцев. — "Знаешь, — сказал он мне, — если меня в таком аду не убили, то значит, никогда не убьют"... Ровно через 2-3 минуты, отойдя всего несколько шагов, он был убит пулей в сердце, и это, как мне показалось, был последний выстрел в эту ночь».

подпоручик Зуев Лейб-эриванцы в Великой войне.стр.49